# گردشگری حیات وحش

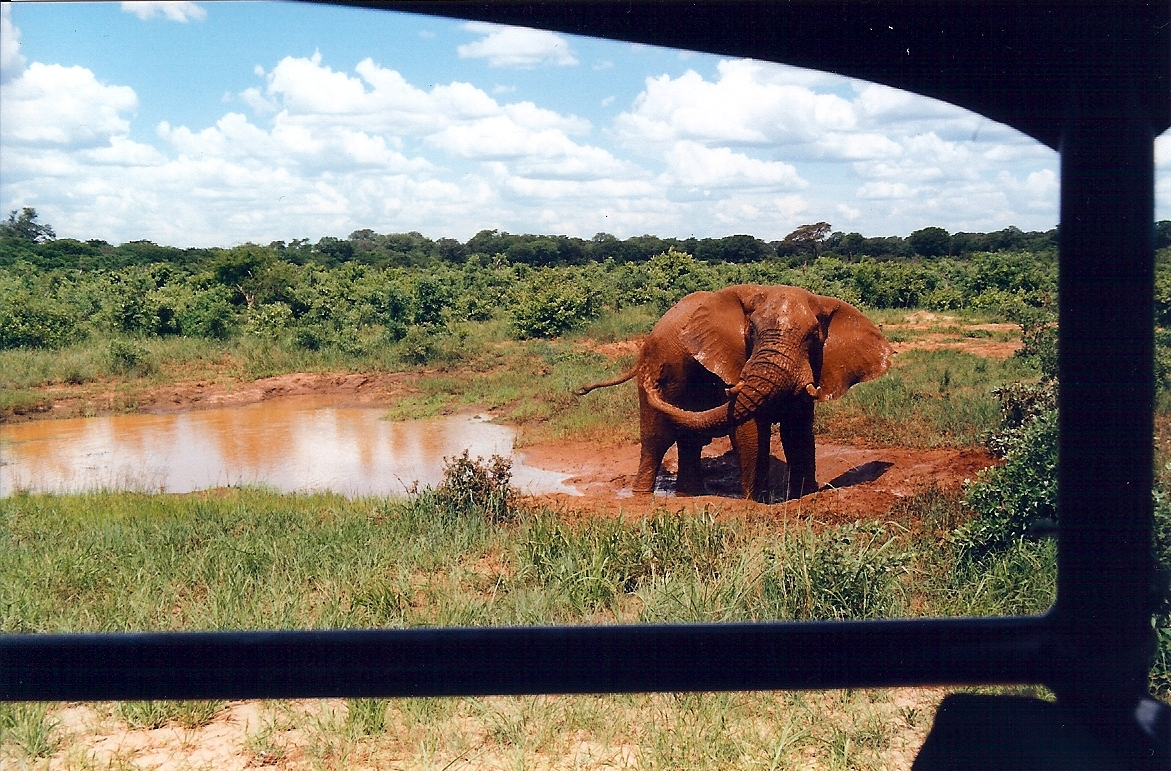
حیوانات را می‌توان در محیط‌های بومی یا محیط‌های مشابه، از داخل خودرو یا بیرون خودرو مشاهده کرد.

گردشگری حیات وحش (انگلیسی: Wildlife tourism) یک جزء گردشگری در بسیاری از کشورها می‌باشد که بر حول تعامل و مشاهده زندگی گیاهان و حیوانات محلی در زیستگاه طبیعی آنها متمرکز است. در حالی که این گردشگری می‌تواند گردشگری رفتار مسالمت آمیز با حیوانات و محیط زیست را دربر گیرد، هم چنین سیاحت برای شکار و فعالیت‌های مداخله جویانه مشابه در سطح خشونت‌آمیز، تحت عنوان گردشگری حیات وحش قرار می‌گیرد. گردشگری حیات وحش، در ساده‌ترین شناخت از آن، تعامل با حیوانات وحشی در زیستگاه طبیعی آنها، چه به صورت فعالانه (به‌طور مثال شکار/ جمع‌آوری) یا غیرفعال (به‌طور مثال مشاهده کردن/عکاسی) می‌باشد. گردشگری حیات وحش، بخش مهمی از صنعت گردشگری در بسیاری از کشورها از جمله تعداد زیادی از کشورهای آفریقایی و آمریکای جنوبی، استرالیا، هند، کانادا، اندونزی، بنگلادش، مالزی، سری‌لانکا و مالدیو است. این نوع گردشگری در سال‌های اخیر، رشد سریع و چشمگیری را در سراسر دنیا تجربه کرده است و بسیاری از مؤلفه‌ها در ارتباط تنگاتنگ با طبیعت گردی و گردشگری پایدار هستند.
بر اساس گزارش سازمان جهانی گردشگری، با رشد سالانه ای بالغ بر ۳ درصد، ۷ درصد از صنعت گردشگری دنیا مربوط به گردشگری حیات وحش است. این سازمان هم چنین برآورد می‌کند که این رشد در مکان‌هایی مانند سایت‌های میراث جهانی یونسکو بسیار بیشتر است. در حال حاضر گردشگری حیات وحش، به‌طور مستقیم یا غیر مستقیم برای ۲۲ میلیون نفر در سراسر دنیا شغل ایجاد کرده است و به میزانی بالغ بر ۱۲۰ میلیارد دلار در تولید ناخالص داخلی جهانی نقش داشته است.